# Parti populaire chrétien (Norvège)
Pour les articles homonymes, voir Parti populaire chrétien.
Le Parti populaire chrétien (en norvégien : Kristelig Folkeparti) est le parti démocrate-chrétien norvégien. Il est observateur au Parti populaire européen.
Si cette formation a été fondée initialement dans l'optique de défendre la vision chrétienne sur différentes thématiques, notamment sur le plan social et moral, elle a élargi son offre politique avec le temps. Si la défense des valeurs chrétiennes reste la clé de voûte de ce parti, il est considéré comme un parti centriste, combinant des aspects socialement conservateurs avec des positions plus à gauche en matière économique.

## Histoire
Le Parti populaire-chrétien a été fondé en réaction à la sécularisation croissante de la Norvège dans les années 1930. Les valeurs culturelles et spirituelles sont proposées comme alternative aux partis politiques qui se concentrent sur les valeurs matérielles. La cause immédiate de sa fondation est l'échec de Nils Lavik, une figure populaire dans les milieux religieux, à être nommé candidat du Parti libéral aux élections législatives de 1933. En réaction à cela, le parti est créé avec Lavik comme tête de liste dans le comté de Hordaland. Il réussit à se faire élire au Storting, le parlement norvégien. Aucune liste n'est déposée dans d'autres comtés. Lors des élections suivantes, en 1936, le parti présente une liste commune avec le Parti libéral à Bergen, et réussit à faire élire deux représentants dans le Hordaland avec 20,9 % des voix au niveau du comté. En 1945, lors des premières élections après l'occupation nazie de la Norvège, le parti s'organise sur une base nationale et remporte huit sièges.
Les démocrates-chrétiens font partie d'un gouvernement de coalition non socialiste de courte durée, avec le Parti conservateur, le Parti libéral et le Parti du centre en 1963. Lors des élections de 1965, ces quatre partis remportent la majorité des sièges du Storting et gouvernent dans un gouvernement de coalition de 1965 à 1971.
Les démocrates-chrétiens s'opposent à l'adhésion de la Norvège à la Communauté européenne lors de la campagne pour le référendum de 1972. Le référendum se solde par un non et le gouvernement travailliste favorable à l'adhésion démissionne. Un gouvernement de coalition est alors entre les partis opposés à l'adhésion, le Parti populaire chrétien, le Parti libéral et le Parti du centre. Lars Korvald devient premier Premier ministre du parti. Il reste en poste pendant un an, jusqu'à ce que les élections de 1973 rétablissent le gouvernement travailliste.
Le nombre de membres du parti atteint un sommet historique en 1980 avec 69 000 membres.
Les élections législatives de 1981 donne une majorité parlementaire aux non-socialistes, mais les négociations pour un gouvernement de coalition échouent en raison d'un désaccord sur la question de l'avortement. Cependant, cette question s'atténue par la suite, et de 1983 à 1986 et de 1989 à 1990, le Parti populaire chrétien fait partie de coalitions avec le Parti conservateur et le Parti du centre.
En 1997, les chrétiens-démocrates obtiennent 13,7 % des voix et 25 sièges lors des élections législatives. Kjell Magne Bondevik est premier ministre entre 1997 et 2000 en coalition avec le Parti libéral et le Parti du centre, puis entre 2001 et 2005 avec le Parti libéral et le Parti conservateur.
Lors des élections de 2005, les démocrates-chrétiens n'obtiennent que 6,8 % des voix et le parti retourne dans l'opposition. En 2013, le Parti conservateur et le Parti du progrès forment un nouveau gouvernement basé sur un accord politique avec le Parti populaire chrétien et le Parti libéral. Lors des élections de 2017, le parti n'obtient que 4,2 % et ne signe pas de nouvel accord, mais obtient une position politique stratégique car le gouvernement conservateur minoritaire dépend principalement de ses votes pour obtenir une majorité.
Fin 2018, le Parti populaire chrétien est divisé sur la question d'une éventuelle participation au gouvernement et sur l'orientation future du parti. Lors d'une réunion du parti début novembre 2018, les délégués doivent choisir s'ils préfèrent rester dans l'opposition, participer à un gouvernement de centre droit ou à un gouvernement de centre gauche. Le chef du parti, Knut Arild Hareide, est favorable à un gouvernement de centre-gauche avec les partis travailliste et du centre, et les chefs adjoints Olaug Bollestad et Kjell Ingolf Ropstad veulent rejoindre le gouvernement de droite existant d'Erna Solberg. Les délégués décident à une courte majorité de huit voix de rejoindre le gouvernement Solberg avec les conservateurs, les libéraux et le Parti du progrès. En janvier 2019, après des négociations avec les partis de la coalition, le Parti populaire chrétien rejoint finalement le gouvernement et Hareide démissionne de son poste de chef de parti. En avril 2019, Kjell Ingolf Ropstad, Ministre de l'enfance et de la famille, est élu nouveau chef de parti.

## Idéologie
En matière sociale, le parti populaire chrétien défend des positions conservatrices. Il s'oppose à l'euthanasie et à l'avortement, sauf dans les cas de viol et de mise en danger de la vie de la mère. Il soutient l'accessibilité à la contraception comme un moyen de réduire le taux d'avortement. En outre, il milite pour le bannissement de la recherche sur les embryons humains et se montre méfiant envers les positions libérales dans le domaine de la bioéthique. Sous le deuxième gouvernement de Bondevik (2001-2005), principale figure récente du parti, la Norvège a adopté des lois parmi les plus strictes en la matière, grâce au soutien du parti socialiste de gauche et du Venstre. En ce qui concerne les droits des homosexuels, le parti soutient le principe d'une union civile mais s'oppose au mariage entre personnes de même sexe et à l'adoption par des homosexuels. Enfin, il reste neutre à propos de la situation des homosexuels dans l'Église, estimant que cette question ne relève pas du domaine politique.
Depuis la fondation du parti, toute personne prétendant le représenter doit déclarer sa foi chrétienne. En revanche, ses membres ne sont pas soumis à cette obligation. De plus en plus, le parti obtient le soutien de fidèles d'autres confessions, notamment des Musulmans, ce qui remet en cause cette règle. Elle est modifiée lors d'une convention en 2013. Désormais, il est requis de déclarer sa volonté de travailler en faveur des valeurs chrétiennes et non plus d'être de confession chrétienne. En réaction, les éléments les plus conservateurs du parti ont fondé une nouvelle formation, le parti des Chrétiens.

## Électorat
Géographiquement, les démocrates-chrétiens bénéficient de leur plus grand soutien dans la "ceinture de la Bible", en particulier dans le Sørlandet. Lors des élections de 2005, leurs meilleurs résultats ont été obtenus dans le comté de Vest-Agder avec 18,9 % des voix, contre une moyenne nationale de 6,8 %.
En tant que parti centré sur les valeurs chrétiennes, le parti bénéficie évidemment du soutien de la population chrétienne. Ses politiques de soutien aux valeurs chrétiennes et d'opposition au mariage homosexuel font appel à la base religieuse la plus conservatrice. Le principal rival dans la compétition pour les votes chrétiens conservateurs est le Parti du progrès. Le parti aurait perdu des électeurs au profit du Parti des Chrétiens, situé plus à droite et créé à la suite de la suppression pour les élus du parti d'être de confession chrétienne.
Le KrF a également cherché à obtenir le soutien de la minorité musulmane de Norvège, en soulignant ses politiques restrictives en matière d'alcool et de pornographie, bien que le soutien du parti à Israël préoccupe certains électeurs musulmans.

## Résultats électoraux

### Élections au Storting
| Année | Voix    | %    | Rang | Sièges   | Gouvernement                                    |
| ----- | ------- | ---- | ---- | -------- | ----------------------------------------------- |
| 1933  | 10 272  | 0,80 | 9e   | 1 / 150  |                                                 |
| 1936  | 19 612  | 1,30 | 7e   | 2 / 150  |                                                 |
| 1945  | 117 813 | 7,90 | 6e   | 8 / 150  |                                                 |
| 1949  | 147 068 | 8,40 | 4e   | 9 / 150  |                                                 |
| 1953  | 186 627 | 10,5 | 3e   | 14 / 150 |                                                 |
| 1957  | 183 243 | 10,2 | 3e   | 12 / 150 |                                                 |
| 1961  | 171 451 | 9,30 | 3e   | 15 / 150 |                                                 |
| 1965  | 160 331 | 8,10 | 5e   | 13 / 150 |                                                 |
| 1969  | 169 303 | 7,80 | 5e   | 14 / 150 |                                                 |
| 1973  | 255 456 | 11,9 | 3e   | 20 / 150 |                                                 |
| 1977  | 224 355 | 9,70 | 3e   | 22 / 150 |                                                 |
| 1981  | 219 179 | 8,80 | 3e   | 15 / 150 |                                                 |
| 1985  | 214 969 | 8,30 | 3e   | 16 / 157 |                                                 |
| 1989  | 224 852 | 8,50 | 5e   | 14 / 165 |                                                 |
| 1993  | 193 885 | 7,90 | 5e   | 13 / 165 |                                                 |
| 1997  | 353 082 | 13,7 | 3e   | 25 / 165 |                                                 |
| 2001  | 312 839 | 12,4 | 5e   | 22 / 165 | Opposition (2000-2001), Bondevik II (2001-2005) |
| 2005  | 178 885 | 6,78 | 5e   | 11 / 169 | Opposition                                      |
| 2009  | 148 748 | 5,54 | 6e   | 10 / 169 | Opposition                                      |
| 2013  | 158 471 | 5,59 | 3e   | 10 / 169 | Soutien sans participation                      |
| 2017  | 122 797 | 4,20 | 7e   | 8 / 169  | Solberg                                         |
| 2021  | 110 069 | 3,80 | 9e   | 3 / 169  | Opposition                                      |

### Élections régionales
| Année | Voix    | %   | Sièges   | +/- | Rang |
| ----- | ------- | --- | -------- | --- | ---- |
| 2019  | 101 537 | 4,1 | 27 / 633 |     | 7e   |

### Élections municipales
| Année | Voix    | %   | Rang |
| ----- | ------- | --- | ---- |
| 2019  | 105 305 | 4,0 | 7e   |

## Liste des chefs du parti
- Ingebrigt Bjørø (no) (1933-1938)
- Nils Lavik (en) (1938-1951)
- Erling Wikborg (1951-1955)
- Einar Hareide (en) (1955-1967)
- Lars Korvald (1967-1975)
- Kåre Kristiansen (en) (1975-1977)
- Lars Korvald (1977-1979)
- Kåre Kristiansen (en) (1979-1983)
- Kjell Magne Bondevik (1983-1995)
- Valgerd Svarstad Haugland (1995-2004)
- Dagfinn Høybråten (2004-2011)
- Knut Arild Hareide (2011-2019)
- Kjell Ingolf Ropstad (2019-2021)
- Olaug Bollestad (2021-2024)
- Dag Inge Ulstein (par intérim depuis 2024, officiellement depuis le 25 janvier 2025[10])